# شهرستان ون (استان هنان)
شهرستان ون (به انگلیسی: Wen County) یک شهرستان در چین است که در ژیاوزو واقع شده‌است.